# FC Uijeongbu
FC Uijeongbu war ein Fußballfranchise aus der Stadt Uijeongbu in Südkorea gewesen. Der Verein nahm zuletzt an der K3 League Basic, der fünfthöchsten Spielklasse Südkoreas teil.

## Geschichte

### Anfänge des Vereins (2014–2016)
Gegründet wurde der Verein von der Stadtverwaltung Uijeongbus. März 2013 gab die Stadtverwaltung auf ihrer Website bekannt, einen Verein gründen zu wollen, der in der K3 League spielen sollte. Am 6. Oktober 2013 unterschrieb der Bürgermeister der Stadt ein Vereins-Gründungsdokument. Am 29. März 2014 wurde der Verein offiziell gegründet. Als Trainer wurde Kim Hee-tae verpflichtet.
In ihrer ersten K3-League-Saison wurden sie in die Gruppe B eingeteilt. Dort erreichten sie nach 25 Spielen den 6. Platz. 2014 traten sie im Korean FA Cup nicht an, da die Pokalsaison eine Woche vor Vereinsgründung startete.
In der darauffolgenden Saison wurde der Verein der Gruppe A zugeteilt. Dort wurde er nach 25 Spielen Vorletzter. Im Pokal schied man in der 2. Runde gegen Hongik University zuhause mit 1:4 aus.
2016 traten alle K3-League-Mitglieder in einer Staffel gegeneinander an. Von 20 Vereinen, konnten sich nur 12 Vereine für die K3 League Advance qualifizieren. Uijeongbu verlor von 19 Spielen 18 Duelle und gewann am letzten Spieltag das letzte Duell. Schon vor den letzten Spiel stand der Abstieg in die neugegründete K3 League Basic fest. Die Pokalsaison verlief ein wenig besser. In der 1. Runde spielten sie auswärts beim Amateurteam SK Hynix und gewannen dort mit 2:1. Allerdings verlor man in der zweiten Runde beim U-League-Team Sungkyunkwan University mit 3:4.

### Abstieg und Ende des Vereins (2017–2018)
2017 verlief die Saison durchwachsen. Der Verein verlor die ersten vier Ligapartien, konnte sich aber danach allmählich wieder fangen und punkten. Am Ende der regulären Saison stand man auf Tabellenplatz 5, was die Qualifikation zu den Play-off-Spielen bedeutete. In den Play-off-Spielen traten sie gegen den Favoriten Siheung Citizen FC an, gegen den sie überraschend mit 2:1 gewinnen konnten und somit im Finale standen. Im Finale traf man anschließend auf Pyeongtaek Citizen FC. Das Finalspiel endete 2:2, da aber Pyeongtaek das Heimrecht besaß, galt Pyeongtaek als der Gewinner des Finalspieles und stieg somit auf. Im Pokal schied man in der ersten Runde aus, als man zuhause mit 2:5 gegen den Ligakonkurrenten Seoul Jungnang FC verlor.
2018 stand der Verein von Anfang an auf dem letzten Tabellenplatz. Am Ende der Saison holte man nur aus 20 Spielen zwei Siege und zwei Unentschieden. Der Verein kassierte dabei 104 Gegentreffer, was einen neuen Negativrekord in der Liga bedeutete. Im Pokal schied man nach einer 1:3-Niederlage gegen die Pukyeong National Universität erneut in der 1. Hauptrunde aus. Nach Ende der Saison kam das Gerücht auf, die Stadt wolle den Verein aufgrund seines Misserfolges und Unpopularität in der Bevölkerung auflösen. Bis zum Saisonvorbereitungsstart gab es diesbezüglich keine Stellungnahme. Als die Vorbereitung offiziell begann, lud der Verein keine Spieler zum Probetraining ein. Eine Woche nach Vorbereitungsstart gab der Verein an, keine 1. Mannschaft anmelden zu wollen und sich aufzulösen.

### Historie-Übersicht
| Saison | Liga            | Kl. | Vereine | Spiele | Pl. | S | U | N  | Tore   | Pkt. | KFA Cup            | K3-League-Play-off | Trainer      |
| ------ | --------------- | --- | ------- | ------ | --- | - | - | -- | ------ | ---- | ------------------ | ------------------ | ------------ |
| 2014   | K3 League       | 4   | 18      | 25     | 6.  | 8 | 6 | 11 | 49:50  | 30   | Nicht qualifiziert | Nicht qualifiziert | Kim Heui-tae |
| 2015   | K3 League       | 4   | 18      | 25     | 8.  | 7 | 1 | 17 | 46:62  | 22   | 2. Hauptrunde      | Nicht qualifiziert | Kim Heui-tae |
| 2016   | K3 League       | 4   | 20      | 19     | 20. | 1 | 0 | 18 | 13:64  | 3    | 2. Hauptrunde      | Nicht qualifiziert | Kim Heui-tae |
| 2017   | K3 League Basic | 5   | 9       | 16     | 5.  | 8 | 0 | 8  | 35:25  | 24   | 1. Hauptrunde      | Play-off-Finalist  | Kim Heui-tae |
| 2018   | K3 League Basic | 5   | 11      | 20     | 11. | 2 | 2 | 16 | 25:104 | 8    | 1. Hauptrunde      | Nicht qualifiziert | Kim Heui-tae |

| Legende                | Legende | Legende | Legende | Legende | Legende | Legende | Legende | Legende |
| ---------------------- | ------- | ------- | ------- | ------- | ------- | ------- | ------- | ------- |
| Abstieg zum Saisonende |         |         |         |         |         |         |         |         |

## Stadion
Der Verein trug seine Heimspiele im 2002 eröffneten Uijeongbu-Stadion aus.